# الاینکورت-لا-کوت
الاینکورت-لا-کوت (به فرانسوی: Alaincourt-la-Côte) یک کمون در فرانسه است که در Canton of Delme واقع شده‌است.

## خصوصیات
الاینکورت-لا-کوت ۴٫۱۷ کیلومترمربع مساحت و ۱۴۰ نفر جمعیت دارد.